# Postavení králů
|   | a | b | c | d | e | f | g | h |   |
| 8 | c8 černý král · e8 černý věž · a7 černý pěšec · c7 černý dáma · f7 černý pěšec · g7 černý pěšec · h7 černý pěšec · a6 bílý pěšec · b6 černý pěšec · f6 černý jezdec · d5 černý pěšec · c4 bílý pěšec · d4 bílý jezdec · e4 černý věž · f3 bílý dáma · h3 bílý pěšec · b2 bílý pěšec · f2 bílý pěšec · g2 bílý pěšec · a1 bílý věž · d1 bílý věž · g1 bílý král | c8 černý král · e8 černý věž · a7 černý pěšec · c7 černý dáma · f7 černý pěšec · g7 černý pěšec · h7 černý pěšec · a6 bílý pěšec · b6 černý pěšec · f6 černý jezdec · d5 černý pěšec · c4 bílý pěšec · d4 bílý jezdec · e4 černý věž · f3 bílý dáma · h3 bílý pěšec · b2 bílý pěšec · f2 bílý pěšec · g2 bílý pěšec · a1 bílý věž · d1 bílý věž · g1 bílý král | c8 černý král · e8 černý věž · a7 černý pěšec · c7 černý dáma · f7 černý pěšec · g7 černý pěšec · h7 černý pěšec · a6 bílý pěšec · b6 černý pěšec · f6 černý jezdec · d5 černý pěšec · c4 bílý pěšec · d4 bílý jezdec · e4 černý věž · f3 bílý dáma · h3 bílý pěšec · b2 bílý pěšec · f2 bílý pěšec · g2 bílý pěšec · a1 bílý věž · d1 bílý věž · g1 bílý král | c8 černý král · e8 černý věž · a7 černý pěšec · c7 černý dáma · f7 černý pěšec · g7 černý pěšec · h7 černý pěšec · a6 bílý pěšec · b6 černý pěšec · f6 černý jezdec · d5 černý pěšec · c4 bílý pěšec · d4 bílý jezdec · e4 černý věž · f3 bílý dáma · h3 bílý pěšec · b2 bílý pěšec · f2 bílý pěšec · g2 bílý pěšec · a1 bílý věž · d1 bílý věž · g1 bílý král | c8 černý král · e8 černý věž · a7 černý pěšec · c7 černý dáma · f7 černý pěšec · g7 černý pěšec · h7 černý pěšec · a6 bílý pěšec · b6 černý pěšec · f6 černý jezdec · d5 černý pěšec · c4 bílý pěšec · d4 bílý jezdec · e4 černý věž · f3 bílý dáma · h3 bílý pěšec · b2 bílý pěšec · f2 bílý pěšec · g2 bílý pěšec · a1 bílý věž · d1 bílý věž · g1 bílý král | c8 černý král · e8 černý věž · a7 černý pěšec · c7 černý dáma · f7 černý pěšec · g7 černý pěšec · h7 černý pěšec · a6 bílý pěšec · b6 černý pěšec · f6 černý jezdec · d5 černý pěšec · c4 bílý pěšec · d4 bílý jezdec · e4 černý věž · f3 bílý dáma · h3 bílý pěšec · b2 bílý pěšec · f2 bílý pěšec · g2 bílý pěšec · a1 bílý věž · d1 bílý věž · g1 bílý král | c8 černý král · e8 černý věž · a7 černý pěšec · c7 černý dáma · f7 černý pěšec · g7 černý pěšec · h7 černý pěšec · a6 bílý pěšec · b6 černý pěšec · f6 černý jezdec · d5 černý pěšec · c4 bílý pěšec · d4 bílý jezdec · e4 černý věž · f3 bílý dáma · h3 bílý pěšec · b2 bílý pěšec · f2 bílý pěšec · g2 bílý pěšec · a1 bílý věž · d1 bílý věž · g1 bílý král | c8 černý král · e8 černý věž · a7 černý pěšec · c7 černý dáma · f7 černý pěšec · g7 černý pěšec · h7 černý pěšec · a6 bílý pěšec · b6 černý pěšec · f6 černý jezdec · d5 černý pěšec · c4 bílý pěšec · d4 bílý jezdec · e4 černý věž · f3 bílý dáma · h3 bílý pěšec · b2 bílý pěšec · f2 bílý pěšec · g2 bílý pěšec · a1 bílý věž · d1 bílý věž · g1 bílý král | 8 |
| 7 | c8 černý král · e8 černý věž · a7 černý pěšec · c7 černý dáma · f7 černý pěšec · g7 černý pěšec · h7 černý pěšec · a6 bílý pěšec · b6 černý pěšec · f6 černý jezdec · d5 černý pěšec · c4 bílý pěšec · d4 bílý jezdec · e4 černý věž · f3 bílý dáma · h3 bílý pěšec · b2 bílý pěšec · f2 bílý pěšec · g2 bílý pěšec · a1 bílý věž · d1 bílý věž · g1 bílý král | c8 černý král · e8 černý věž · a7 černý pěšec · c7 černý dáma · f7 černý pěšec · g7 černý pěšec · h7 černý pěšec · a6 bílý pěšec · b6 černý pěšec · f6 černý jezdec · d5 černý pěšec · c4 bílý pěšec · d4 bílý jezdec · e4 černý věž · f3 bílý dáma · h3 bílý pěšec · b2 bílý pěšec · f2 bílý pěšec · g2 bílý pěšec · a1 bílý věž · d1 bílý věž · g1 bílý král | c8 černý král · e8 černý věž · a7 černý pěšec · c7 černý dáma · f7 černý pěšec · g7 černý pěšec · h7 černý pěšec · a6 bílý pěšec · b6 černý pěšec · f6 černý jezdec · d5 černý pěšec · c4 bílý pěšec · d4 bílý jezdec · e4 černý věž · f3 bílý dáma · h3 bílý pěšec · b2 bílý pěšec · f2 bílý pěšec · g2 bílý pěšec · a1 bílý věž · d1 bílý věž · g1 bílý král | c8 černý král · e8 černý věž · a7 černý pěšec · c7 černý dáma · f7 černý pěšec · g7 černý pěšec · h7 černý pěšec · a6 bílý pěšec · b6 černý pěšec · f6 černý jezdec · d5 černý pěšec · c4 bílý pěšec · d4 bílý jezdec · e4 černý věž · f3 bílý dáma · h3 bílý pěšec · b2 bílý pěšec · f2 bílý pěšec · g2 bílý pěšec · a1 bílý věž · d1 bílý věž · g1 bílý král | c8 černý král · e8 černý věž · a7 černý pěšec · c7 černý dáma · f7 černý pěšec · g7 černý pěšec · h7 černý pěšec · a6 bílý pěšec · b6 černý pěšec · f6 černý jezdec · d5 černý pěšec · c4 bílý pěšec · d4 bílý jezdec · e4 černý věž · f3 bílý dáma · h3 bílý pěšec · b2 bílý pěšec · f2 bílý pěšec · g2 bílý pěšec · a1 bílý věž · d1 bílý věž · g1 bílý král | c8 černý král · e8 černý věž · a7 černý pěšec · c7 černý dáma · f7 černý pěšec · g7 černý pěšec · h7 černý pěšec · a6 bílý pěšec · b6 černý pěšec · f6 černý jezdec · d5 černý pěšec · c4 bílý pěšec · d4 bílý jezdec · e4 černý věž · f3 bílý dáma · h3 bílý pěšec · b2 bílý pěšec · f2 bílý pěšec · g2 bílý pěšec · a1 bílý věž · d1 bílý věž · g1 bílý král | c8 černý král · e8 černý věž · a7 černý pěšec · c7 černý dáma · f7 černý pěšec · g7 černý pěšec · h7 černý pěšec · a6 bílý pěšec · b6 černý pěšec · f6 černý jezdec · d5 černý pěšec · c4 bílý pěšec · d4 bílý jezdec · e4 černý věž · f3 bílý dáma · h3 bílý pěšec · b2 bílý pěšec · f2 bílý pěšec · g2 bílý pěšec · a1 bílý věž · d1 bílý věž · g1 bílý král | c8 černý král · e8 černý věž · a7 černý pěšec · c7 černý dáma · f7 černý pěšec · g7 černý pěšec · h7 černý pěšec · a6 bílý pěšec · b6 černý pěšec · f6 černý jezdec · d5 černý pěšec · c4 bílý pěšec · d4 bílý jezdec · e4 černý věž · f3 bílý dáma · h3 bílý pěšec · b2 bílý pěšec · f2 bílý pěšec · g2 bílý pěšec · a1 bílý věž · d1 bílý věž · g1 bílý král | 7 |
| 6 | c8 černý král · e8 černý věž · a7 černý pěšec · c7 černý dáma · f7 černý pěšec · g7 černý pěšec · h7 černý pěšec · a6 bílý pěšec · b6 černý pěšec · f6 černý jezdec · d5 černý pěšec · c4 bílý pěšec · d4 bílý jezdec · e4 černý věž · f3 bílý dáma · h3 bílý pěšec · b2 bílý pěšec · f2 bílý pěšec · g2 bílý pěšec · a1 bílý věž · d1 bílý věž · g1 bílý král | c8 černý král · e8 černý věž · a7 černý pěšec · c7 černý dáma · f7 černý pěšec · g7 černý pěšec · h7 černý pěšec · a6 bílý pěšec · b6 černý pěšec · f6 černý jezdec · d5 černý pěšec · c4 bílý pěšec · d4 bílý jezdec · e4 černý věž · f3 bílý dáma · h3 bílý pěšec · b2 bílý pěšec · f2 bílý pěšec · g2 bílý pěšec · a1 bílý věž · d1 bílý věž · g1 bílý král | c8 černý král · e8 černý věž · a7 černý pěšec · c7 černý dáma · f7 černý pěšec · g7 černý pěšec · h7 černý pěšec · a6 bílý pěšec · b6 černý pěšec · f6 černý jezdec · d5 černý pěšec · c4 bílý pěšec · d4 bílý jezdec · e4 černý věž · f3 bílý dáma · h3 bílý pěšec · b2 bílý pěšec · f2 bílý pěšec · g2 bílý pěšec · a1 bílý věž · d1 bílý věž · g1 bílý král | c8 černý král · e8 černý věž · a7 černý pěšec · c7 černý dáma · f7 černý pěšec · g7 černý pěšec · h7 černý pěšec · a6 bílý pěšec · b6 černý pěšec · f6 černý jezdec · d5 černý pěšec · c4 bílý pěšec · d4 bílý jezdec · e4 černý věž · f3 bílý dáma · h3 bílý pěšec · b2 bílý pěšec · f2 bílý pěšec · g2 bílý pěšec · a1 bílý věž · d1 bílý věž · g1 bílý král | c8 černý král · e8 černý věž · a7 černý pěšec · c7 černý dáma · f7 černý pěšec · g7 černý pěšec · h7 černý pěšec · a6 bílý pěšec · b6 černý pěšec · f6 černý jezdec · d5 černý pěšec · c4 bílý pěšec · d4 bílý jezdec · e4 černý věž · f3 bílý dáma · h3 bílý pěšec · b2 bílý pěšec · f2 bílý pěšec · g2 bílý pěšec · a1 bílý věž · d1 bílý věž · g1 bílý král | c8 černý král · e8 černý věž · a7 černý pěšec · c7 černý dáma · f7 černý pěšec · g7 černý pěšec · h7 černý pěšec · a6 bílý pěšec · b6 černý pěšec · f6 černý jezdec · d5 černý pěšec · c4 bílý pěšec · d4 bílý jezdec · e4 černý věž · f3 bílý dáma · h3 bílý pěšec · b2 bílý pěšec · f2 bílý pěšec · g2 bílý pěšec · a1 bílý věž · d1 bílý věž · g1 bílý král | c8 černý král · e8 černý věž · a7 černý pěšec · c7 černý dáma · f7 černý pěšec · g7 černý pěšec · h7 černý pěšec · a6 bílý pěšec · b6 černý pěšec · f6 černý jezdec · d5 černý pěšec · c4 bílý pěšec · d4 bílý jezdec · e4 černý věž · f3 bílý dáma · h3 bílý pěšec · b2 bílý pěšec · f2 bílý pěšec · g2 bílý pěšec · a1 bílý věž · d1 bílý věž · g1 bílý král | c8 černý král · e8 černý věž · a7 černý pěšec · c7 černý dáma · f7 černý pěšec · g7 černý pěšec · h7 černý pěšec · a6 bílý pěšec · b6 černý pěšec · f6 černý jezdec · d5 černý pěšec · c4 bílý pěšec · d4 bílý jezdec · e4 černý věž · f3 bílý dáma · h3 bílý pěšec · b2 bílý pěšec · f2 bílý pěšec · g2 bílý pěšec · a1 bílý věž · d1 bílý věž · g1 bílý král | 6 |
| 5 | c8 černý král · e8 černý věž · a7 černý pěšec · c7 černý dáma · f7 černý pěšec · g7 černý pěšec · h7 černý pěšec · a6 bílý pěšec · b6 černý pěšec · f6 černý jezdec · d5 černý pěšec · c4 bílý pěšec · d4 bílý jezdec · e4 černý věž · f3 bílý dáma · h3 bílý pěšec · b2 bílý pěšec · f2 bílý pěšec · g2 bílý pěšec · a1 bílý věž · d1 bílý věž · g1 bílý král | c8 černý král · e8 černý věž · a7 černý pěšec · c7 černý dáma · f7 černý pěšec · g7 černý pěšec · h7 černý pěšec · a6 bílý pěšec · b6 černý pěšec · f6 černý jezdec · d5 černý pěšec · c4 bílý pěšec · d4 bílý jezdec · e4 černý věž · f3 bílý dáma · h3 bílý pěšec · b2 bílý pěšec · f2 bílý pěšec · g2 bílý pěšec · a1 bílý věž · d1 bílý věž · g1 bílý král | c8 černý král · e8 černý věž · a7 černý pěšec · c7 černý dáma · f7 černý pěšec · g7 černý pěšec · h7 černý pěšec · a6 bílý pěšec · b6 černý pěšec · f6 černý jezdec · d5 černý pěšec · c4 bílý pěšec · d4 bílý jezdec · e4 černý věž · f3 bílý dáma · h3 bílý pěšec · b2 bílý pěšec · f2 bílý pěšec · g2 bílý pěšec · a1 bílý věž · d1 bílý věž · g1 bílý král | c8 černý král · e8 černý věž · a7 černý pěšec · c7 černý dáma · f7 černý pěšec · g7 černý pěšec · h7 černý pěšec · a6 bílý pěšec · b6 černý pěšec · f6 černý jezdec · d5 černý pěšec · c4 bílý pěšec · d4 bílý jezdec · e4 černý věž · f3 bílý dáma · h3 bílý pěšec · b2 bílý pěšec · f2 bílý pěšec · g2 bílý pěšec · a1 bílý věž · d1 bílý věž · g1 bílý král | c8 černý král · e8 černý věž · a7 černý pěšec · c7 černý dáma · f7 černý pěšec · g7 černý pěšec · h7 černý pěšec · a6 bílý pěšec · b6 černý pěšec · f6 černý jezdec · d5 černý pěšec · c4 bílý pěšec · d4 bílý jezdec · e4 černý věž · f3 bílý dáma · h3 bílý pěšec · b2 bílý pěšec · f2 bílý pěšec · g2 bílý pěšec · a1 bílý věž · d1 bílý věž · g1 bílý král | c8 černý král · e8 černý věž · a7 černý pěšec · c7 černý dáma · f7 černý pěšec · g7 černý pěšec · h7 černý pěšec · a6 bílý pěšec · b6 černý pěšec · f6 černý jezdec · d5 černý pěšec · c4 bílý pěšec · d4 bílý jezdec · e4 černý věž · f3 bílý dáma · h3 bílý pěšec · b2 bílý pěšec · f2 bílý pěšec · g2 bílý pěšec · a1 bílý věž · d1 bílý věž · g1 bílý král | c8 černý král · e8 černý věž · a7 černý pěšec · c7 černý dáma · f7 černý pěšec · g7 černý pěšec · h7 černý pěšec · a6 bílý pěšec · b6 černý pěšec · f6 černý jezdec · d5 černý pěšec · c4 bílý pěšec · d4 bílý jezdec · e4 černý věž · f3 bílý dáma · h3 bílý pěšec · b2 bílý pěšec · f2 bílý pěšec · g2 bílý pěšec · a1 bílý věž · d1 bílý věž · g1 bílý král | c8 černý král · e8 černý věž · a7 černý pěšec · c7 černý dáma · f7 černý pěšec · g7 černý pěšec · h7 černý pěšec · a6 bílý pěšec · b6 černý pěšec · f6 černý jezdec · d5 černý pěšec · c4 bílý pěšec · d4 bílý jezdec · e4 černý věž · f3 bílý dáma · h3 bílý pěšec · b2 bílý pěšec · f2 bílý pěšec · g2 bílý pěšec · a1 bílý věž · d1 bílý věž · g1 bílý král | 5 |
| 4 | c8 černý král · e8 černý věž · a7 černý pěšec · c7 černý dáma · f7 černý pěšec · g7 černý pěšec · h7 černý pěšec · a6 bílý pěšec · b6 černý pěšec · f6 černý jezdec · d5 černý pěšec · c4 bílý pěšec · d4 bílý jezdec · e4 černý věž · f3 bílý dáma · h3 bílý pěšec · b2 bílý pěšec · f2 bílý pěšec · g2 bílý pěšec · a1 bílý věž · d1 bílý věž · g1 bílý král | c8 černý král · e8 černý věž · a7 černý pěšec · c7 černý dáma · f7 černý pěšec · g7 černý pěšec · h7 černý pěšec · a6 bílý pěšec · b6 černý pěšec · f6 černý jezdec · d5 černý pěšec · c4 bílý pěšec · d4 bílý jezdec · e4 černý věž · f3 bílý dáma · h3 bílý pěšec · b2 bílý pěšec · f2 bílý pěšec · g2 bílý pěšec · a1 bílý věž · d1 bílý věž · g1 bílý král | c8 černý král · e8 černý věž · a7 černý pěšec · c7 černý dáma · f7 černý pěšec · g7 černý pěšec · h7 černý pěšec · a6 bílý pěšec · b6 černý pěšec · f6 černý jezdec · d5 černý pěšec · c4 bílý pěšec · d4 bílý jezdec · e4 černý věž · f3 bílý dáma · h3 bílý pěšec · b2 bílý pěšec · f2 bílý pěšec · g2 bílý pěšec · a1 bílý věž · d1 bílý věž · g1 bílý král | c8 černý král · e8 černý věž · a7 černý pěšec · c7 černý dáma · f7 černý pěšec · g7 černý pěšec · h7 černý pěšec · a6 bílý pěšec · b6 černý pěšec · f6 černý jezdec · d5 černý pěšec · c4 bílý pěšec · d4 bílý jezdec · e4 černý věž · f3 bílý dáma · h3 bílý pěšec · b2 bílý pěšec · f2 bílý pěšec · g2 bílý pěšec · a1 bílý věž · d1 bílý věž · g1 bílý král | c8 černý král · e8 černý věž · a7 černý pěšec · c7 černý dáma · f7 černý pěšec · g7 černý pěšec · h7 černý pěšec · a6 bílý pěšec · b6 černý pěšec · f6 černý jezdec · d5 černý pěšec · c4 bílý pěšec · d4 bílý jezdec · e4 černý věž · f3 bílý dáma · h3 bílý pěšec · b2 bílý pěšec · f2 bílý pěšec · g2 bílý pěšec · a1 bílý věž · d1 bílý věž · g1 bílý král | c8 černý král · e8 černý věž · a7 černý pěšec · c7 černý dáma · f7 černý pěšec · g7 černý pěšec · h7 černý pěšec · a6 bílý pěšec · b6 černý pěšec · f6 černý jezdec · d5 černý pěšec · c4 bílý pěšec · d4 bílý jezdec · e4 černý věž · f3 bílý dáma · h3 bílý pěšec · b2 bílý pěšec · f2 bílý pěšec · g2 bílý pěšec · a1 bílý věž · d1 bílý věž · g1 bílý král | c8 černý král · e8 černý věž · a7 černý pěšec · c7 černý dáma · f7 černý pěšec · g7 černý pěšec · h7 černý pěšec · a6 bílý pěšec · b6 černý pěšec · f6 černý jezdec · d5 černý pěšec · c4 bílý pěšec · d4 bílý jezdec · e4 černý věž · f3 bílý dáma · h3 bílý pěšec · b2 bílý pěšec · f2 bílý pěšec · g2 bílý pěšec · a1 bílý věž · d1 bílý věž · g1 bílý král | c8 černý král · e8 černý věž · a7 černý pěšec · c7 černý dáma · f7 černý pěšec · g7 černý pěšec · h7 černý pěšec · a6 bílý pěšec · b6 černý pěšec · f6 černý jezdec · d5 černý pěšec · c4 bílý pěšec · d4 bílý jezdec · e4 černý věž · f3 bílý dáma · h3 bílý pěšec · b2 bílý pěšec · f2 bílý pěšec · g2 bílý pěšec · a1 bílý věž · d1 bílý věž · g1 bílý král | 4 |
| 3 | c8 černý král · e8 černý věž · a7 černý pěšec · c7 černý dáma · f7 černý pěšec · g7 černý pěšec · h7 černý pěšec · a6 bílý pěšec · b6 černý pěšec · f6 černý jezdec · d5 černý pěšec · c4 bílý pěšec · d4 bílý jezdec · e4 černý věž · f3 bílý dáma · h3 bílý pěšec · b2 bílý pěšec · f2 bílý pěšec · g2 bílý pěšec · a1 bílý věž · d1 bílý věž · g1 bílý král | c8 černý král · e8 černý věž · a7 černý pěšec · c7 černý dáma · f7 černý pěšec · g7 černý pěšec · h7 černý pěšec · a6 bílý pěšec · b6 černý pěšec · f6 černý jezdec · d5 černý pěšec · c4 bílý pěšec · d4 bílý jezdec · e4 černý věž · f3 bílý dáma · h3 bílý pěšec · b2 bílý pěšec · f2 bílý pěšec · g2 bílý pěšec · a1 bílý věž · d1 bílý věž · g1 bílý král | c8 černý král · e8 černý věž · a7 černý pěšec · c7 černý dáma · f7 černý pěšec · g7 černý pěšec · h7 černý pěšec · a6 bílý pěšec · b6 černý pěšec · f6 černý jezdec · d5 černý pěšec · c4 bílý pěšec · d4 bílý jezdec · e4 černý věž · f3 bílý dáma · h3 bílý pěšec · b2 bílý pěšec · f2 bílý pěšec · g2 bílý pěšec · a1 bílý věž · d1 bílý věž · g1 bílý král | c8 černý král · e8 černý věž · a7 černý pěšec · c7 černý dáma · f7 černý pěšec · g7 černý pěšec · h7 černý pěšec · a6 bílý pěšec · b6 černý pěšec · f6 černý jezdec · d5 černý pěšec · c4 bílý pěšec · d4 bílý jezdec · e4 černý věž · f3 bílý dáma · h3 bílý pěšec · b2 bílý pěšec · f2 bílý pěšec · g2 bílý pěšec · a1 bílý věž · d1 bílý věž · g1 bílý král | c8 černý král · e8 černý věž · a7 černý pěšec · c7 černý dáma · f7 černý pěšec · g7 černý pěšec · h7 černý pěšec · a6 bílý pěšec · b6 černý pěšec · f6 černý jezdec · d5 černý pěšec · c4 bílý pěšec · d4 bílý jezdec · e4 černý věž · f3 bílý dáma · h3 bílý pěšec · b2 bílý pěšec · f2 bílý pěšec · g2 bílý pěšec · a1 bílý věž · d1 bílý věž · g1 bílý král | c8 černý král · e8 černý věž · a7 černý pěšec · c7 černý dáma · f7 černý pěšec · g7 černý pěšec · h7 černý pěšec · a6 bílý pěšec · b6 černý pěšec · f6 černý jezdec · d5 černý pěšec · c4 bílý pěšec · d4 bílý jezdec · e4 černý věž · f3 bílý dáma · h3 bílý pěšec · b2 bílý pěšec · f2 bílý pěšec · g2 bílý pěšec · a1 bílý věž · d1 bílý věž · g1 bílý král | c8 černý král · e8 černý věž · a7 černý pěšec · c7 černý dáma · f7 černý pěšec · g7 černý pěšec · h7 černý pěšec · a6 bílý pěšec · b6 černý pěšec · f6 černý jezdec · d5 černý pěšec · c4 bílý pěšec · d4 bílý jezdec · e4 černý věž · f3 bílý dáma · h3 bílý pěšec · b2 bílý pěšec · f2 bílý pěšec · g2 bílý pěšec · a1 bílý věž · d1 bílý věž · g1 bílý král | c8 černý král · e8 černý věž · a7 černý pěšec · c7 černý dáma · f7 černý pěšec · g7 černý pěšec · h7 černý pěšec · a6 bílý pěšec · b6 černý pěšec · f6 černý jezdec · d5 černý pěšec · c4 bílý pěšec · d4 bílý jezdec · e4 černý věž · f3 bílý dáma · h3 bílý pěšec · b2 bílý pěšec · f2 bílý pěšec · g2 bílý pěšec · a1 bílý věž · d1 bílý věž · g1 bílý král | 3 |
| 2 | c8 černý král · e8 černý věž · a7 černý pěšec · c7 černý dáma · f7 černý pěšec · g7 černý pěšec · h7 černý pěšec · a6 bílý pěšec · b6 černý pěšec · f6 černý jezdec · d5 černý pěšec · c4 bílý pěšec · d4 bílý jezdec · e4 černý věž · f3 bílý dáma · h3 bílý pěšec · b2 bílý pěšec · f2 bílý pěšec · g2 bílý pěšec · a1 bílý věž · d1 bílý věž · g1 bílý král | c8 černý král · e8 černý věž · a7 černý pěšec · c7 černý dáma · f7 černý pěšec · g7 černý pěšec · h7 černý pěšec · a6 bílý pěšec · b6 černý pěšec · f6 černý jezdec · d5 černý pěšec · c4 bílý pěšec · d4 bílý jezdec · e4 černý věž · f3 bílý dáma · h3 bílý pěšec · b2 bílý pěšec · f2 bílý pěšec · g2 bílý pěšec · a1 bílý věž · d1 bílý věž · g1 bílý král | c8 černý král · e8 černý věž · a7 černý pěšec · c7 černý dáma · f7 černý pěšec · g7 černý pěšec · h7 černý pěšec · a6 bílý pěšec · b6 černý pěšec · f6 černý jezdec · d5 černý pěšec · c4 bílý pěšec · d4 bílý jezdec · e4 černý věž · f3 bílý dáma · h3 bílý pěšec · b2 bílý pěšec · f2 bílý pěšec · g2 bílý pěšec · a1 bílý věž · d1 bílý věž · g1 bílý král | c8 černý král · e8 černý věž · a7 černý pěšec · c7 černý dáma · f7 černý pěšec · g7 černý pěšec · h7 černý pěšec · a6 bílý pěšec · b6 černý pěšec · f6 černý jezdec · d5 černý pěšec · c4 bílý pěšec · d4 bílý jezdec · e4 černý věž · f3 bílý dáma · h3 bílý pěšec · b2 bílý pěšec · f2 bílý pěšec · g2 bílý pěšec · a1 bílý věž · d1 bílý věž · g1 bílý král | c8 černý král · e8 černý věž · a7 černý pěšec · c7 černý dáma · f7 černý pěšec · g7 černý pěšec · h7 černý pěšec · a6 bílý pěšec · b6 černý pěšec · f6 černý jezdec · d5 černý pěšec · c4 bílý pěšec · d4 bílý jezdec · e4 černý věž · f3 bílý dáma · h3 bílý pěšec · b2 bílý pěšec · f2 bílý pěšec · g2 bílý pěšec · a1 bílý věž · d1 bílý věž · g1 bílý král | c8 černý král · e8 černý věž · a7 černý pěšec · c7 černý dáma · f7 černý pěšec · g7 černý pěšec · h7 černý pěšec · a6 bílý pěšec · b6 černý pěšec · f6 černý jezdec · d5 černý pěšec · c4 bílý pěšec · d4 bílý jezdec · e4 černý věž · f3 bílý dáma · h3 bílý pěšec · b2 bílý pěšec · f2 bílý pěšec · g2 bílý pěšec · a1 bílý věž · d1 bílý věž · g1 bílý král | c8 černý král · e8 černý věž · a7 černý pěšec · c7 černý dáma · f7 černý pěšec · g7 černý pěšec · h7 černý pěšec · a6 bílý pěšec · b6 černý pěšec · f6 černý jezdec · d5 černý pěšec · c4 bílý pěšec · d4 bílý jezdec · e4 černý věž · f3 bílý dáma · h3 bílý pěšec · b2 bílý pěšec · f2 bílý pěšec · g2 bílý pěšec · a1 bílý věž · d1 bílý věž · g1 bílý král | c8 černý král · e8 černý věž · a7 černý pěšec · c7 černý dáma · f7 černý pěšec · g7 černý pěšec · h7 černý pěšec · a6 bílý pěšec · b6 černý pěšec · f6 černý jezdec · d5 černý pěšec · c4 bílý pěšec · d4 bílý jezdec · e4 černý věž · f3 bílý dáma · h3 bílý pěšec · b2 bílý pěšec · f2 bílý pěšec · g2 bílý pěšec · a1 bílý věž · d1 bílý věž · g1 bílý král | 2 |
| 1 | c8 černý král · e8 černý věž · a7 černý pěšec · c7 černý dáma · f7 černý pěšec · g7 černý pěšec · h7 černý pěšec · a6 bílý pěšec · b6 černý pěšec · f6 černý jezdec · d5 černý pěšec · c4 bílý pěšec · d4 bílý jezdec · e4 černý věž · f3 bílý dáma · h3 bílý pěšec · b2 bílý pěšec · f2 bílý pěšec · g2 bílý pěšec · a1 bílý věž · d1 bílý věž · g1 bílý král | c8 černý král · e8 černý věž · a7 černý pěšec · c7 černý dáma · f7 černý pěšec · g7 černý pěšec · h7 černý pěšec · a6 bílý pěšec · b6 černý pěšec · f6 černý jezdec · d5 černý pěšec · c4 bílý pěšec · d4 bílý jezdec · e4 černý věž · f3 bílý dáma · h3 bílý pěšec · b2 bílý pěšec · f2 bílý pěšec · g2 bílý pěšec · a1 bílý věž · d1 bílý věž · g1 bílý král | c8 černý král · e8 černý věž · a7 černý pěšec · c7 černý dáma · f7 černý pěšec · g7 černý pěšec · h7 černý pěšec · a6 bílý pěšec · b6 černý pěšec · f6 černý jezdec · d5 černý pěšec · c4 bílý pěšec · d4 bílý jezdec · e4 černý věž · f3 bílý dáma · h3 bílý pěšec · b2 bílý pěšec · f2 bílý pěšec · g2 bílý pěšec · a1 bílý věž · d1 bílý věž · g1 bílý král | c8 černý král · e8 černý věž · a7 černý pěšec · c7 černý dáma · f7 černý pěšec · g7 černý pěšec · h7 černý pěšec · a6 bílý pěšec · b6 černý pěšec · f6 černý jezdec · d5 černý pěšec · c4 bílý pěšec · d4 bílý jezdec · e4 černý věž · f3 bílý dáma · h3 bílý pěšec · b2 bílý pěšec · f2 bílý pěšec · g2 bílý pěšec · a1 bílý věž · d1 bílý věž · g1 bílý král | c8 černý král · e8 černý věž · a7 černý pěšec · c7 černý dáma · f7 černý pěšec · g7 černý pěšec · h7 černý pěšec · a6 bílý pěšec · b6 černý pěšec · f6 černý jezdec · d5 černý pěšec · c4 bílý pěšec · d4 bílý jezdec · e4 černý věž · f3 bílý dáma · h3 bílý pěšec · b2 bílý pěšec · f2 bílý pěšec · g2 bílý pěšec · a1 bílý věž · d1 bílý věž · g1 bílý král | c8 černý král · e8 černý věž · a7 černý pěšec · c7 černý dáma · f7 černý pěšec · g7 černý pěšec · h7 černý pěšec · a6 bílý pěšec · b6 černý pěšec · f6 černý jezdec · d5 černý pěšec · c4 bílý pěšec · d4 bílý jezdec · e4 černý věž · f3 bílý dáma · h3 bílý pěšec · b2 bílý pěšec · f2 bílý pěšec · g2 bílý pěšec · a1 bílý věž · d1 bílý věž · g1 bílý král | c8 černý král · e8 černý věž · a7 černý pěšec · c7 černý dáma · f7 černý pěšec · g7 černý pěšec · h7 černý pěšec · a6 bílý pěšec · b6 černý pěšec · f6 černý jezdec · d5 černý pěšec · c4 bílý pěšec · d4 bílý jezdec · e4 černý věž · f3 bílý dáma · h3 bílý pěšec · b2 bílý pěšec · f2 bílý pěšec · g2 bílý pěšec · a1 bílý věž · d1 bílý věž · g1 bílý král | c8 černý král · e8 černý věž · a7 černý pěšec · c7 černý dáma · f7 černý pěšec · g7 černý pěšec · h7 černý pěšec · a6 bílý pěšec · b6 černý pěšec · f6 černý jezdec · d5 černý pěšec · c4 bílý pěšec · d4 bílý jezdec · e4 černý věž · f3 bílý dáma · h3 bílý pěšec · b2 bílý pěšec · f2 bílý pěšec · g2 bílý pěšec · a1 bílý věž · d1 bílý věž · g1 bílý král | 1 |
|   | a | b | c | d | e | f | g | h |   |

Postavení králů je důležitý faktor v šachu a často rozhoduje o výsledku celé hry.

## Postavení králů při rošádách
- Při stejných rošádách jsou oba králové ukryti za pěšci, kteří je chrání a útoku se většinou zúčastňují figury, aby nebyl oslaben králův kryt.
- Při různých rošádách stojí králové na opačných křídlech, což je velice důležitý taktický prvek. Útoku se mohou účastnit pěšci a pomáhat rozbíjet králův kryt, aniž by svého krále oslabili.

## Postavení králů v koncovce
I postavení králů v koncovce je velice důležité. Král, který je aktivnější a může podporovat své pěšce, většinou pomáhá vyhrát partii.
|   | a | b | c | d | e | f | g | h |   |
| 8 | h8 černý král · a7 černý pěšec · f7 černý pěšec · g7 černý pěšec · h7 černý pěšec · a6 bílý pěšec · b6 černý pěšec · b5 bílý pěšec · d5 bílý král · f2 bílý pěšec · g2 bílý pěšec · h2 bílý pěšec | h8 černý král · a7 černý pěšec · f7 černý pěšec · g7 černý pěšec · h7 černý pěšec · a6 bílý pěšec · b6 černý pěšec · b5 bílý pěšec · d5 bílý král · f2 bílý pěšec · g2 bílý pěšec · h2 bílý pěšec | h8 černý král · a7 černý pěšec · f7 černý pěšec · g7 černý pěšec · h7 černý pěšec · a6 bílý pěšec · b6 černý pěšec · b5 bílý pěšec · d5 bílý král · f2 bílý pěšec · g2 bílý pěšec · h2 bílý pěšec | h8 černý král · a7 černý pěšec · f7 černý pěšec · g7 černý pěšec · h7 černý pěšec · a6 bílý pěšec · b6 černý pěšec · b5 bílý pěšec · d5 bílý král · f2 bílý pěšec · g2 bílý pěšec · h2 bílý pěšec | h8 černý král · a7 černý pěšec · f7 černý pěšec · g7 černý pěšec · h7 černý pěšec · a6 bílý pěšec · b6 černý pěšec · b5 bílý pěšec · d5 bílý král · f2 bílý pěšec · g2 bílý pěšec · h2 bílý pěšec | h8 černý král · a7 černý pěšec · f7 černý pěšec · g7 černý pěšec · h7 černý pěšec · a6 bílý pěšec · b6 černý pěšec · b5 bílý pěšec · d5 bílý král · f2 bílý pěšec · g2 bílý pěšec · h2 bílý pěšec | h8 černý král · a7 černý pěšec · f7 černý pěšec · g7 černý pěšec · h7 černý pěšec · a6 bílý pěšec · b6 černý pěšec · b5 bílý pěšec · d5 bílý král · f2 bílý pěšec · g2 bílý pěšec · h2 bílý pěšec | h8 černý král · a7 černý pěšec · f7 černý pěšec · g7 černý pěšec · h7 černý pěšec · a6 bílý pěšec · b6 černý pěšec · b5 bílý pěšec · d5 bílý král · f2 bílý pěšec · g2 bílý pěšec · h2 bílý pěšec | 8 |
| 7 | h8 černý král · a7 černý pěšec · f7 černý pěšec · g7 černý pěšec · h7 černý pěšec · a6 bílý pěšec · b6 černý pěšec · b5 bílý pěšec · d5 bílý král · f2 bílý pěšec · g2 bílý pěšec · h2 bílý pěšec | h8 černý král · a7 černý pěšec · f7 černý pěšec · g7 černý pěšec · h7 černý pěšec · a6 bílý pěšec · b6 černý pěšec · b5 bílý pěšec · d5 bílý král · f2 bílý pěšec · g2 bílý pěšec · h2 bílý pěšec | h8 černý král · a7 černý pěšec · f7 černý pěšec · g7 černý pěšec · h7 černý pěšec · a6 bílý pěšec · b6 černý pěšec · b5 bílý pěšec · d5 bílý král · f2 bílý pěšec · g2 bílý pěšec · h2 bílý pěšec | h8 černý král · a7 černý pěšec · f7 černý pěšec · g7 černý pěšec · h7 černý pěšec · a6 bílý pěšec · b6 černý pěšec · b5 bílý pěšec · d5 bílý král · f2 bílý pěšec · g2 bílý pěšec · h2 bílý pěšec | h8 černý král · a7 černý pěšec · f7 černý pěšec · g7 černý pěšec · h7 černý pěšec · a6 bílý pěšec · b6 černý pěšec · b5 bílý pěšec · d5 bílý král · f2 bílý pěšec · g2 bílý pěšec · h2 bílý pěšec | h8 černý král · a7 černý pěšec · f7 černý pěšec · g7 černý pěšec · h7 černý pěšec · a6 bílý pěšec · b6 černý pěšec · b5 bílý pěšec · d5 bílý král · f2 bílý pěšec · g2 bílý pěšec · h2 bílý pěšec | h8 černý král · a7 černý pěšec · f7 černý pěšec · g7 černý pěšec · h7 černý pěšec · a6 bílý pěšec · b6 černý pěšec · b5 bílý pěšec · d5 bílý král · f2 bílý pěšec · g2 bílý pěšec · h2 bílý pěšec | h8 černý král · a7 černý pěšec · f7 černý pěšec · g7 černý pěšec · h7 černý pěšec · a6 bílý pěšec · b6 černý pěšec · b5 bílý pěšec · d5 bílý král · f2 bílý pěšec · g2 bílý pěšec · h2 bílý pěšec | 7 |
| 6 | h8 černý král · a7 černý pěšec · f7 černý pěšec · g7 černý pěšec · h7 černý pěšec · a6 bílý pěšec · b6 černý pěšec · b5 bílý pěšec · d5 bílý král · f2 bílý pěšec · g2 bílý pěšec · h2 bílý pěšec | h8 černý král · a7 černý pěšec · f7 černý pěšec · g7 černý pěšec · h7 černý pěšec · a6 bílý pěšec · b6 černý pěšec · b5 bílý pěšec · d5 bílý král · f2 bílý pěšec · g2 bílý pěšec · h2 bílý pěšec | h8 černý král · a7 černý pěšec · f7 černý pěšec · g7 černý pěšec · h7 černý pěšec · a6 bílý pěšec · b6 černý pěšec · b5 bílý pěšec · d5 bílý král · f2 bílý pěšec · g2 bílý pěšec · h2 bílý pěšec | h8 černý král · a7 černý pěšec · f7 černý pěšec · g7 černý pěšec · h7 černý pěšec · a6 bílý pěšec · b6 černý pěšec · b5 bílý pěšec · d5 bílý král · f2 bílý pěšec · g2 bílý pěšec · h2 bílý pěšec | h8 černý král · a7 černý pěšec · f7 černý pěšec · g7 černý pěšec · h7 černý pěšec · a6 bílý pěšec · b6 černý pěšec · b5 bílý pěšec · d5 bílý král · f2 bílý pěšec · g2 bílý pěšec · h2 bílý pěšec | h8 černý král · a7 černý pěšec · f7 černý pěšec · g7 černý pěšec · h7 černý pěšec · a6 bílý pěšec · b6 černý pěšec · b5 bílý pěšec · d5 bílý král · f2 bílý pěšec · g2 bílý pěšec · h2 bílý pěšec | h8 černý král · a7 černý pěšec · f7 černý pěšec · g7 černý pěšec · h7 černý pěšec · a6 bílý pěšec · b6 černý pěšec · b5 bílý pěšec · d5 bílý král · f2 bílý pěšec · g2 bílý pěšec · h2 bílý pěšec | h8 černý král · a7 černý pěšec · f7 černý pěšec · g7 černý pěšec · h7 černý pěšec · a6 bílý pěšec · b6 černý pěšec · b5 bílý pěšec · d5 bílý král · f2 bílý pěšec · g2 bílý pěšec · h2 bílý pěšec | 6 |
| 5 | h8 černý král · a7 černý pěšec · f7 černý pěšec · g7 černý pěšec · h7 černý pěšec · a6 bílý pěšec · b6 černý pěšec · b5 bílý pěšec · d5 bílý král · f2 bílý pěšec · g2 bílý pěšec · h2 bílý pěšec | h8 černý král · a7 černý pěšec · f7 černý pěšec · g7 černý pěšec · h7 černý pěšec · a6 bílý pěšec · b6 černý pěšec · b5 bílý pěšec · d5 bílý král · f2 bílý pěšec · g2 bílý pěšec · h2 bílý pěšec | h8 černý král · a7 černý pěšec · f7 černý pěšec · g7 černý pěšec · h7 černý pěšec · a6 bílý pěšec · b6 černý pěšec · b5 bílý pěšec · d5 bílý král · f2 bílý pěšec · g2 bílý pěšec · h2 bílý pěšec | h8 černý král · a7 černý pěšec · f7 černý pěšec · g7 černý pěšec · h7 černý pěšec · a6 bílý pěšec · b6 černý pěšec · b5 bílý pěšec · d5 bílý král · f2 bílý pěšec · g2 bílý pěšec · h2 bílý pěšec | h8 černý král · a7 černý pěšec · f7 černý pěšec · g7 černý pěšec · h7 černý pěšec · a6 bílý pěšec · b6 černý pěšec · b5 bílý pěšec · d5 bílý král · f2 bílý pěšec · g2 bílý pěšec · h2 bílý pěšec | h8 černý král · a7 černý pěšec · f7 černý pěšec · g7 černý pěšec · h7 černý pěšec · a6 bílý pěšec · b6 černý pěšec · b5 bílý pěšec · d5 bílý král · f2 bílý pěšec · g2 bílý pěšec · h2 bílý pěšec | h8 černý král · a7 černý pěšec · f7 černý pěšec · g7 černý pěšec · h7 černý pěšec · a6 bílý pěšec · b6 černý pěšec · b5 bílý pěšec · d5 bílý král · f2 bílý pěšec · g2 bílý pěšec · h2 bílý pěšec | h8 černý král · a7 černý pěšec · f7 černý pěšec · g7 černý pěšec · h7 černý pěšec · a6 bílý pěšec · b6 černý pěšec · b5 bílý pěšec · d5 bílý král · f2 bílý pěšec · g2 bílý pěšec · h2 bílý pěšec | 5 |
| 4 | h8 černý král · a7 černý pěšec · f7 černý pěšec · g7 černý pěšec · h7 černý pěšec · a6 bílý pěšec · b6 černý pěšec · b5 bílý pěšec · d5 bílý král · f2 bílý pěšec · g2 bílý pěšec · h2 bílý pěšec | h8 černý král · a7 černý pěšec · f7 černý pěšec · g7 černý pěšec · h7 černý pěšec · a6 bílý pěšec · b6 černý pěšec · b5 bílý pěšec · d5 bílý král · f2 bílý pěšec · g2 bílý pěšec · h2 bílý pěšec | h8 černý král · a7 černý pěšec · f7 černý pěšec · g7 černý pěšec · h7 černý pěšec · a6 bílý pěšec · b6 černý pěšec · b5 bílý pěšec · d5 bílý král · f2 bílý pěšec · g2 bílý pěšec · h2 bílý pěšec | h8 černý král · a7 černý pěšec · f7 černý pěšec · g7 černý pěšec · h7 černý pěšec · a6 bílý pěšec · b6 černý pěšec · b5 bílý pěšec · d5 bílý král · f2 bílý pěšec · g2 bílý pěšec · h2 bílý pěšec | h8 černý král · a7 černý pěšec · f7 černý pěšec · g7 černý pěšec · h7 černý pěšec · a6 bílý pěšec · b6 černý pěšec · b5 bílý pěšec · d5 bílý král · f2 bílý pěšec · g2 bílý pěšec · h2 bílý pěšec | h8 černý král · a7 černý pěšec · f7 černý pěšec · g7 černý pěšec · h7 černý pěšec · a6 bílý pěšec · b6 černý pěšec · b5 bílý pěšec · d5 bílý král · f2 bílý pěšec · g2 bílý pěšec · h2 bílý pěšec | h8 černý král · a7 černý pěšec · f7 černý pěšec · g7 černý pěšec · h7 černý pěšec · a6 bílý pěšec · b6 černý pěšec · b5 bílý pěšec · d5 bílý král · f2 bílý pěšec · g2 bílý pěšec · h2 bílý pěšec | h8 černý král · a7 černý pěšec · f7 černý pěšec · g7 černý pěšec · h7 černý pěšec · a6 bílý pěšec · b6 černý pěšec · b5 bílý pěšec · d5 bílý král · f2 bílý pěšec · g2 bílý pěšec · h2 bílý pěšec | 4 |
| 3 | h8 černý král · a7 černý pěšec · f7 černý pěšec · g7 černý pěšec · h7 černý pěšec · a6 bílý pěšec · b6 černý pěšec · b5 bílý pěšec · d5 bílý král · f2 bílý pěšec · g2 bílý pěšec · h2 bílý pěšec | h8 černý král · a7 černý pěšec · f7 černý pěšec · g7 černý pěšec · h7 černý pěšec · a6 bílý pěšec · b6 černý pěšec · b5 bílý pěšec · d5 bílý král · f2 bílý pěšec · g2 bílý pěšec · h2 bílý pěšec | h8 černý král · a7 černý pěšec · f7 černý pěšec · g7 černý pěšec · h7 černý pěšec · a6 bílý pěšec · b6 černý pěšec · b5 bílý pěšec · d5 bílý král · f2 bílý pěšec · g2 bílý pěšec · h2 bílý pěšec | h8 černý král · a7 černý pěšec · f7 černý pěšec · g7 černý pěšec · h7 černý pěšec · a6 bílý pěšec · b6 černý pěšec · b5 bílý pěšec · d5 bílý král · f2 bílý pěšec · g2 bílý pěšec · h2 bílý pěšec | h8 černý král · a7 černý pěšec · f7 černý pěšec · g7 černý pěšec · h7 černý pěšec · a6 bílý pěšec · b6 černý pěšec · b5 bílý pěšec · d5 bílý král · f2 bílý pěšec · g2 bílý pěšec · h2 bílý pěšec | h8 černý král · a7 černý pěšec · f7 černý pěšec · g7 černý pěšec · h7 černý pěšec · a6 bílý pěšec · b6 černý pěšec · b5 bílý pěšec · d5 bílý král · f2 bílý pěšec · g2 bílý pěšec · h2 bílý pěšec | h8 černý král · a7 černý pěšec · f7 černý pěšec · g7 černý pěšec · h7 černý pěšec · a6 bílý pěšec · b6 černý pěšec · b5 bílý pěšec · d5 bílý král · f2 bílý pěšec · g2 bílý pěšec · h2 bílý pěšec | h8 černý král · a7 černý pěšec · f7 černý pěšec · g7 černý pěšec · h7 černý pěšec · a6 bílý pěšec · b6 černý pěšec · b5 bílý pěšec · d5 bílý král · f2 bílý pěšec · g2 bílý pěšec · h2 bílý pěšec | 3 |
| 2 | h8 černý král · a7 černý pěšec · f7 černý pěšec · g7 černý pěšec · h7 černý pěšec · a6 bílý pěšec · b6 černý pěšec · b5 bílý pěšec · d5 bílý král · f2 bílý pěšec · g2 bílý pěšec · h2 bílý pěšec | h8 černý král · a7 černý pěšec · f7 černý pěšec · g7 černý pěšec · h7 černý pěšec · a6 bílý pěšec · b6 černý pěšec · b5 bílý pěšec · d5 bílý král · f2 bílý pěšec · g2 bílý pěšec · h2 bílý pěšec | h8 černý král · a7 černý pěšec · f7 černý pěšec · g7 černý pěšec · h7 černý pěšec · a6 bílý pěšec · b6 černý pěšec · b5 bílý pěšec · d5 bílý král · f2 bílý pěšec · g2 bílý pěšec · h2 bílý pěšec | h8 černý král · a7 černý pěšec · f7 černý pěšec · g7 černý pěšec · h7 černý pěšec · a6 bílý pěšec · b6 černý pěšec · b5 bílý pěšec · d5 bílý král · f2 bílý pěšec · g2 bílý pěšec · h2 bílý pěšec | h8 černý král · a7 černý pěšec · f7 černý pěšec · g7 černý pěšec · h7 černý pěšec · a6 bílý pěšec · b6 černý pěšec · b5 bílý pěšec · d5 bílý král · f2 bílý pěšec · g2 bílý pěšec · h2 bílý pěšec | h8 černý král · a7 černý pěšec · f7 černý pěšec · g7 černý pěšec · h7 černý pěšec · a6 bílý pěšec · b6 černý pěšec · b5 bílý pěšec · d5 bílý král · f2 bílý pěšec · g2 bílý pěšec · h2 bílý pěšec | h8 černý král · a7 černý pěšec · f7 černý pěšec · g7 černý pěšec · h7 černý pěšec · a6 bílý pěšec · b6 černý pěšec · b5 bílý pěšec · d5 bílý král · f2 bílý pěšec · g2 bílý pěšec · h2 bílý pěšec | h8 černý král · a7 černý pěšec · f7 černý pěšec · g7 černý pěšec · h7 černý pěšec · a6 bílý pěšec · b6 černý pěšec · b5 bílý pěšec · d5 bílý král · f2 bílý pěšec · g2 bílý pěšec · h2 bílý pěšec | 2 |
| 1 | h8 černý král · a7 černý pěšec · f7 černý pěšec · g7 černý pěšec · h7 černý pěšec · a6 bílý pěšec · b6 černý pěšec · b5 bílý pěšec · d5 bílý král · f2 bílý pěšec · g2 bílý pěšec · h2 bílý pěšec | h8 černý král · a7 černý pěšec · f7 černý pěšec · g7 černý pěšec · h7 černý pěšec · a6 bílý pěšec · b6 černý pěšec · b5 bílý pěšec · d5 bílý král · f2 bílý pěšec · g2 bílý pěšec · h2 bílý pěšec | h8 černý král · a7 černý pěšec · f7 černý pěšec · g7 černý pěšec · h7 černý pěšec · a6 bílý pěšec · b6 černý pěšec · b5 bílý pěšec · d5 bílý král · f2 bílý pěšec · g2 bílý pěšec · h2 bílý pěšec | h8 černý král · a7 černý pěšec · f7 černý pěšec · g7 černý pěšec · h7 černý pěšec · a6 bílý pěšec · b6 černý pěšec · b5 bílý pěšec · d5 bílý král · f2 bílý pěšec · g2 bílý pěšec · h2 bílý pěšec | h8 černý král · a7 černý pěšec · f7 černý pěšec · g7 černý pěšec · h7 černý pěšec · a6 bílý pěšec · b6 černý pěšec · b5 bílý pěšec · d5 bílý král · f2 bílý pěšec · g2 bílý pěšec · h2 bílý pěšec | h8 černý král · a7 černý pěšec · f7 černý pěšec · g7 černý pěšec · h7 černý pěšec · a6 bílý pěšec · b6 černý pěšec · b5 bílý pěšec · d5 bílý král · f2 bílý pěšec · g2 bílý pěšec · h2 bílý pěšec | h8 černý král · a7 černý pěšec · f7 černý pěšec · g7 černý pěšec · h7 černý pěšec · a6 bílý pěšec · b6 černý pěšec · b5 bílý pěšec · d5 bílý král · f2 bílý pěšec · g2 bílý pěšec · h2 bílý pěšec | h8 černý král · a7 černý pěšec · f7 černý pěšec · g7 černý pěšec · h7 černý pěšec · a6 bílý pěšec · b6 černý pěšec · b5 bílý pěšec · d5 bílý král · f2 bílý pěšec · g2 bílý pěšec · h2 bílý pěšec | 1 |
|   | a | b | c | d | e | f | g | h |   |

Na diagramu 2 černý král nemůže pomoci svým pěšcům, zatímco bílý sebere pěšce na dámském křídle a vyhraje: 

1. Kc6 Kg8 

2. Kb7 Kf8 

3. Kxa7 Ke7 +-